# Okręg wyborczy nr 38 do Sejmu Rzeczypospolitej Polskiej
Okręg wyborczy nr 38 do Sejmu Rzeczypospolitej Polskiej obejmuje obszar powiatów chodzieskiego, czarnkowsko-trzcianeckiego, grodziskiego, międzychodzkiego, nowotomyskiego, obornickiego, pilskiego, szamotulskiego, wągrowieckiego, wolsztyńskiego i złotowskiego (województwo wielkopolskie). W obecnym kształcie został utworzony w 2001. Wybieranych jest w nim 9 posłów w systemie proporcjonalnym.
Siedzibą okręgowej komisji wyborczej jest Piła.

## Wyniki wyborów
| Podział 9 mandatów: SLD–UP: 5 Samoobrona: 1 PSL: 1 PO: 1 LPR: 1 |

| Podział 9 mandatów: SLD: 2 Samoobrona: 1 PSL: 1 PO: 3 PiS: 2 |

| Podział 9 mandatów: LiD: 2 PSL: 1 PO: 4 PiS: 2 |

| Podział 9 mandatów: SLD: 1 RP: 1 PSL: 1 PO: 4 PiS: 2 |

| Podział 9 mandatów: PSL: 1 K’15: 1 PO: 4 PiS: 3 |

| Podział 9 mandatów: SLD: 1 KO: 3 PSL: 1 PiS: 4 |

| Podział 9 mandatów: KO: 4 TD: 2 PiS: 3 |

## Reprezentanci okręgu
| Sejm | Rok  | Poseł KW          | Poseł KW                                    | Poseł KW           | Poseł KW                       | Poseł KW                       | Poseł KW            | Poseł KW          | Poseł KW                         | Poseł KW        | Poseł KW                           | Poseł KW                        | Poseł KW             | Poseł KW       | Poseł KW        | Poseł KW | Poseł KW       | Poseł KW | Poseł KW       |
| ---- | ---- | ----------------- | ------------------------------------------- | ------------------ | ------------------------------ | ------------------------------ | ------------------- | ----------------- | -------------------------------- | --------------- | ---------------------------------- | ------------------------------- | -------------------- | -------------- | --------------- | -------- | -------------- | -------- | -------------- |
| IV   | 2001 |                   | S. Stec SLD–UP (2001) SLD (2005) LiD (2007) |                    | R. Ajchler SLD–UP              |                                | A. Gawłowski SLD–UP |                   | R. Beger Samoobrona              |                 | S. Piosik SLD–UP (2001) SLD (2005) |                                 | G. Pijanowska SLD–UP |                | A. Szejnfeld PO |          | J. Skowyra LPR |          | S. Kalemba PSL |
| V    | 2005 |                   | S. Stec SLD–UP (2001) SLD (2005) LiD (2007) | M. Kraczkowski PiS |                                | S. Chmielewski PO              |                     | K. Czarnecki PiS  | R. Beger Samoobrona              |                 | S. Piosik SLD–UP (2001) SLD (2005) | J. Rutnicki PO (2005) KO (2019) |                      |                | A. Szejnfeld PO |          |                |          | S. Kalemba PSL |
| VI   | 2007 |                   | S. Stec SLD–UP (2001) SLD (2005) LiD (2007) | M. Kraczkowski PiS |                                | S. Chmielewski PO              | P. Waśko PO         |                   | R. Ajchler LiD (2007) SLD (2011) | T. Górski PiS   |                                    | J. Rutnicki PO (2005) KO (2019) |                      |                | A. Szejnfeld PO |          |                |          | S. Kalemba PSL |
| VII  | 2011 |                   | J. Najder RP                                | M. Kraczkowski PiS | M. Janyska PO (2011) KO (2019) | K. Munyama PO (2011) KO (2019) |                     | P. Szałamacha PiS | R. Ajchler LiD (2007) SLD (2011) |                 |                                    | J. Rutnicki PO (2005) KO (2019) |                      |                | A. Szejnfeld PO |          |                |          | S. Kalemba PSL |
| VII  | 2014 | S. Chmielewski PO | J. Najder RP                                | M. Kraczkowski PiS | M. Janyska PO (2011) KO (2019) | K. Munyama PO (2011) KO (2019) |                     | P. Szałamacha PiS | R. Ajchler LiD (2007) SLD (2011) |                 |                                    | J. Rutnicki PO (2005) KO (2019) |                      |                |                 |          |                |          | S. Kalemba PSL |
| VIII | 2015 |                   | B. Parda K’15                               | M. Kraczkowski PiS | M. Janyska PO (2011) KO (2019) | K. Munyama PO (2011) KO (2019) |                     | K. Łapiński PiS   | M. Porzucek PiS                  | Z. Ajchler PO   | K. Paszyk PSL (2015) TD (2023)     | J. Rutnicki PO (2005) KO (2019) |                      |                |                 |          |                |          |                |
| VIII | 2016 | G. Piechowiak PiS | B. Parda K’15                               |                    | M. Janyska PO (2011) KO (2019) | K. Munyama PO (2011) KO (2019) |                     | K. Łapiński PiS   | M. Porzucek PiS                  | Z. Ajchler PO   | K. Paszyk PSL (2015) TD (2023)     | J. Rutnicki PO (2005) KO (2019) |                      |                |                 |          |                |          |                |
| VIII | 2017 | G. Piechowiak PiS | B. Parda K’15                               | M. Kubiak PiS      | M. Janyska PO (2011) KO (2019) | K. Munyama PO (2011) KO (2019) |                     |                   | M. Porzucek PiS                  | Z. Ajchler PO   | K. Paszyk PSL (2015) TD (2023)     | J. Rutnicki PO (2005) KO (2019) |                      |                |                 |          |                |          |                |
| IX   | 2019 | G. Piechowiak PiS |                                             | M. Kubiak PiS      | M. Janyska PO (2011) KO (2019) | K. Munyama PO (2011) KO (2019) | K. Czarnecki PiS    |                   | M. Porzucek PiS                  |                 | K. Paszyk PSL (2015) TD (2023)     | J. Rutnicki PO (2005) KO (2019) |                      | R. Ajchler SLD |                 |          |                |          |                |
| IX   | 2021 | G. Piechowiak PiS | Z. Ajchler KO                               | M. Kubiak PiS      | M. Janyska PO (2011) KO (2019) |                                | K. Czarnecki PiS    |                   | M. Porzucek PiS                  |                 | K. Paszyk PSL (2015) TD (2023)     | J. Rutnicki PO (2005) KO (2019) |                      | R. Ajchler SLD |                 |          |                |          |                |
| X    | 2023 | G. Piechowiak PiS | P. Głowski KO                               |                    | M. Janyska PO (2011) KO (2019) | A. Luboński TD                 | K. Czarnecki PiS    |                   | M. Porzucek PiS                  | H. Szopiński KO | K. Paszyk PSL (2015) TD (2023)     | J. Rutnicki PO (2005) KO (2019) |                      |                |                 |          |                |          |                |

### Wybory parlamentarne 2001
| Komitet wyborczy                                      | Komitet wyborczy                              | Głosów  | %     | Mandaty | Wybrani posłowie                                                                         |
| ----------------------------------------------------- | --------------------------------------------- | ------- | ----- | ------- | ---------------------------------------------------------------------------------------- |
|                                                       | KKW Sojusz Lewicy Demokratycznej – Unia Pracy | 124 244 | 48,34 | 5       | Stanisław Stec, Romuald Ajchler, Andrzej Gawłowski, Stanisław Piosik, Grażyna Pijanowska |
|                                                       | Samoobrona Rzeczpospolitej Polskiej           | 30 163  | 11,74 | 1       | Renata Beger                                                                             |
|                                                       | Polskie Stronnictwo Ludowe                    | 27 118  | 10,55 | 1       | Stanisław Kalemba                                                                        |
|                                                       | KWW Platforma Obywatelska                     | 26 901  | 10,47 | 1       | Adam Szejnfeld                                                                           |
|                                                       | Liga Polskich Rodzin                          | 17 057  | 6,64  | 1       | Józef Skowyra                                                                            |
|                                                       | Prawo i Sprawiedliwość                        | 11 869  | 4,62  | –       |                                                                                          |
|                                                       | KKW Akcja Wyborcza Solidarność Prawicy        | 11 686  | 4,55  | –       |                                                                                          |
|                                                       | Unia Wolności                                 | 6885    | 2,68  | –       |                                                                                          |
|                                                       | Alternatywa Ruch Społeczny                    | 1105    | 0,43  | –       |                                                                                          |
| Frekwencja: 49,12% Źródło: Państwowa Komisja Wyborcza |                                               |         |       |         |                                                                                          |

Poniższa tabela przedstawia podział mandatów dla komitetów wyborczych na podstawie uzyskanych głosów, a następnie obliczonych ilorazów wyborczych na podstawie zmodyfikowanej metody Sainte-Laguë.
| Podział mandatów dla komitetów wyborczych na podstawie zmodyfikowanej metody Sainte-Laguë | Podział mandatów dla komitetów wyborczych na podstawie zmodyfikowanej metody Sainte-Laguë | Podział mandatów dla komitetów wyborczych na podstawie zmodyfikowanej metody Sainte-Laguë | Podział mandatów dla komitetów wyborczych na podstawie zmodyfikowanej metody Sainte-Laguë | Podział mandatów dla komitetów wyborczych na podstawie zmodyfikowanej metody Sainte-Laguë | Podział mandatów dla komitetów wyborczych na podstawie zmodyfikowanej metody Sainte-Laguë | Podział mandatów dla komitetów wyborczych na podstawie zmodyfikowanej metody Sainte-Laguë | Podział mandatów dla komitetów wyborczych na podstawie zmodyfikowanej metody Sainte-Laguë | Podział mandatów dla komitetów wyborczych na podstawie zmodyfikowanej metody Sainte-Laguë | Podział mandatów dla komitetów wyborczych na podstawie zmodyfikowanej metody Sainte-Laguë | Podział mandatów dla komitetów wyborczych na podstawie zmodyfikowanej metody Sainte-Laguë | Podział mandatów dla komitetów wyborczych na podstawie zmodyfikowanej metody Sainte-Laguë | Podział mandatów dla komitetów wyborczych na podstawie zmodyfikowanej metody Sainte-Laguë |
| Komitet wyborczy                                                                          | Komitet wyborczy                                                                          | Liczba głosów                                                                             | Iloraz wyborczy                                                                           | Iloraz wyborczy                                                                           | Iloraz wyborczy                                                                           | Iloraz wyborczy                                                                           | Iloraz wyborczy                                                                           | Iloraz wyborczy                                                                           | Iloraz wyborczy                                                                           | Iloraz wyborczy                                                                           | Mandaty                                                                                   | TP                                                                                        |
| Komitet wyborczy                                                                          | Komitet wyborczy                                                                          | Liczba głosów                                                                             | /1,4                                                                                      | /3                                                                                        | /5                                                                                        | /7                                                                                        | /9                                                                                        | /11                                                                                       | ...                                                                                       | /17                                                                                       | Mandaty                                                                                   | TP                                                                                        |
| ----------------------------------------------------------------------------------------- | ----------------------------------------------------------------------------------------- | ----------------------------------------------------------------------------------------- | ----------------------------------------------------------------------------------------- | ----------------------------------------------------------------------------------------- | ----------------------------------------------------------------------------------------- | ----------------------------------------------------------------------------------------- | ----------------------------------------------------------------------------------------- | ----------------------------------------------------------------------------------------- | ----------------------------------------------------------------------------------------- | ----------------------------------------------------------------------------------------- | ----------------------------------------------------------------------------------------- | ----------------------------------------------------------------------------------------- |
|                                                                                           | KKW Sojusz Lewicy Demokratycznej – Unia Pracy                                             | 124 244                                                                                   | 88 746                                                                                    | 41 415                                                                                    | 24 849                                                                                    | 17 749                                                                                    | 13 805                                                                                    | 11 295                                                                                    | ...                                                                                       | 7308                                                                                      | 5                                                                                         | 4,71                                                                                      |
|                                                                                           | Samoobrona Rzeczpospolitej Polskiej                                                       | 30 163                                                                                    | 21 545                                                                                    | 10 054                                                                                    | 6033                                                                                      | 4309                                                                                      | 3351                                                                                      | 2742                                                                                      | ...                                                                                       | 1774                                                                                      | 1                                                                                         | 1,14                                                                                      |
|                                                                                           | Polskie Stronnictwo Ludowe                                                                | 27 118                                                                                    | 19 370                                                                                    | 9039                                                                                      | 5424                                                                                      | 3874                                                                                      | 3013                                                                                      | 2465                                                                                      | ...                                                                                       | 1595                                                                                      | 1                                                                                         | 1,03                                                                                      |
|                                                                                           | KWW Platforma Obywatelska                                                                 | 26 901                                                                                    | 19 215                                                                                    | 8967                                                                                      | 5380                                                                                      | 3843                                                                                      | 2989                                                                                      | 2446                                                                                      | ...                                                                                       | 1582                                                                                      | 1                                                                                         | 1,02                                                                                      |
|                                                                                           | Liga Polskich Rodzin                                                                      | 17 057                                                                                    | 12 184                                                                                    | 5686                                                                                      | 3411                                                                                      | 2437                                                                                      | 1895                                                                                      | 1551                                                                                      | ...                                                                                       | 1003                                                                                      | 1                                                                                         | 0,65                                                                                      |
|                                                                                           | Prawo i Sprawiedliwość                                                                    | 11 869                                                                                    | 8478                                                                                      | 3956                                                                                      | 2374                                                                                      | 1696                                                                                      | 1319                                                                                      | 1079                                                                                      | ...                                                                                       | 698                                                                                       | 0                                                                                         | 0,45                                                                                      |
| Ogółem                                                                                    | Ogółem                                                                                    | 237 352                                                                                   | –                                                                                         | –                                                                                         | –                                                                                         | –                                                                                         | –                                                                                         | –                                                                                         | –                                                                                         | –                                                                                         | 9                                                                                         | 9                                                                                         |

### Wybory parlamentarne 2005
| Komitet wyborczy                                      | Komitet wyborczy                    | Głosów | %     | Mandaty | Wybrani posłowie                                      |
| ----------------------------------------------------- | ----------------------------------- | ------ | ----- | ------- | ----------------------------------------------------- |
|                                                       | Platforma Obywatelska RP            | 54 063 | 24,71 | 3       | Adam Szejnfeld, Stanisław Chmielewski, Jakub Rutnicki |
|                                                       | Prawo i Sprawiedliwość              | 37 036 | 16,93 | 2       | Maks Kraczkowski, Krzysztof Czarnecki                 |
|                                                       | Sojusz Lewicy Demokratycznej        | 34 622 | 15,82 | 2       | Stanisław Stec, Stanisław Piosik                      |
|                                                       | Samoobrona Rzeczpospolitej Polskiej | 32 272 | 14,75 | 1       | Renata Beger                                          |
|                                                       | Polskie Stronnictwo Ludowe          | 21 111 | 9,65  | 1       | Stanisław Kalemba                                     |
|                                                       | Liga Polskich Rodzin                | 16 271 | 7,44  | –       |                                                       |
|                                                       | Socjaldemokracja Polska             | 12 785 | 5,84  | –       |                                                       |
|                                                       | Partia Demokratyczna – demokraci.pl | 3294   | 1,51  | –       |                                                       |
|                                                       | Platforma Janusza Korwin-Mikke      | 2948   | 1,35  | –       |                                                       |
|                                                       | Ruch Patriotyczny                   | 1994   | 0,91  | –       |                                                       |
|                                                       | Polska Partia Pracy                 | 1716   | 0,78  | –       |                                                       |
|                                                       | Polska Partia Narodowa              | 681    | 0,31  | –       |                                                       |
| Frekwencja: 39,53% Źródło: Państwowa Komisja Wyborcza |                                     |        |       |         |                                                       |

Poniższa tabela przedstawia podział mandatów dla komitetów wyborczych na podstawie uzyskanych głosów, a następnie obliczonych ilorazów wyborczych na podstawie metody D’Hondta.
| Podział mandatów dla komitetów wyborczych na podstawie metody D’Hondta | Podział mandatów dla komitetów wyborczych na podstawie metody D’Hondta | Podział mandatów dla komitetów wyborczych na podstawie metody D’Hondta | Podział mandatów dla komitetów wyborczych na podstawie metody D’Hondta | Podział mandatów dla komitetów wyborczych na podstawie metody D’Hondta | Podział mandatów dla komitetów wyborczych na podstawie metody D’Hondta | Podział mandatów dla komitetów wyborczych na podstawie metody D’Hondta | Podział mandatów dla komitetów wyborczych na podstawie metody D’Hondta | Podział mandatów dla komitetów wyborczych na podstawie metody D’Hondta | Podział mandatów dla komitetów wyborczych na podstawie metody D’Hondta | Podział mandatów dla komitetów wyborczych na podstawie metody D’Hondta |
| Komitet wyborczy                                                       | Komitet wyborczy                                                       | Liczba głosów                                                          | Iloraz wyborczy                                                        | Iloraz wyborczy                                                        | Iloraz wyborczy                                                        | Iloraz wyborczy                                                        | Iloraz wyborczy                                                        | Iloraz wyborczy                                                        | Mandaty                                                                | TP                                                                     |
| Komitet wyborczy                                                       | Komitet wyborczy                                                       | Liczba głosów                                                          | /1                                                                     | /2                                                                     | /3                                                                     | /4                                                                     | ...                                                                    | /9                                                                     | Mandaty                                                                | TP                                                                     |
| ---------------------------------------------------------------------- | ---------------------------------------------------------------------- | ---------------------------------------------------------------------- | ---------------------------------------------------------------------- | ---------------------------------------------------------------------- | ---------------------------------------------------------------------- | ---------------------------------------------------------------------- | ---------------------------------------------------------------------- | ---------------------------------------------------------------------- | ---------------------------------------------------------------------- | ---------------------------------------------------------------------- |
|                                                                        | Platforma Obywatelska RP                                               | 54 063                                                                 | 54 063                                                                 | 27 032                                                                 | 18 021                                                                 | 13 516                                                                 | ...                                                                    | 6007                                                                   | 3                                                                      | 2,49                                                                   |
|                                                                        | Prawo i Sprawiedliwość                                                 | 37 036                                                                 | 37 036                                                                 | 18 518                                                                 | 12 345                                                                 | 9259                                                                   | ...                                                                    | 4115                                                                   | 2                                                                      | 1,71                                                                   |
|                                                                        | Sojusz Lewicy Demokratycznej                                           | 34 622                                                                 | 34 622                                                                 | 17 311                                                                 | 11 541                                                                 | 8656                                                                   | ...                                                                    | 3847                                                                   | 2                                                                      | 1,59                                                                   |
|                                                                        | Samoobrona Rzeczpospolitej Polskiej                                    | 32 272                                                                 | 32 272                                                                 | 16 136                                                                 | 10 757                                                                 | 8068                                                                   | ...                                                                    | 3586                                                                   | 1                                                                      | 1,49                                                                   |
|                                                                        | Polskie Stronnictwo Ludowe                                             | 21 111                                                                 | 21 111                                                                 | 10 556                                                                 | 7037                                                                   | 5278                                                                   | ...                                                                    | 2346                                                                   | 1                                                                      | 0,97                                                                   |
|                                                                        | Liga Polskich Rodzin                                                   | 16 271                                                                 | 16 271                                                                 | 8136                                                                   | 5424                                                                   | 4068                                                                   | ...                                                                    | 1808                                                                   | 0                                                                      | 0,75                                                                   |
| Ogółem                                                                 | Ogółem                                                                 | 195 375                                                                | –                                                                      | –                                                                      | –                                                                      | –                                                                      | –                                                                      | –                                                                      | 9                                                                      | 9                                                                      |

### Wybory parlamentarne 2007
| Komitet wyborczy                                      | Komitet wyborczy                      | Głosów  | %     | Mandaty | Wybrani posłowie                                                   |
| ----------------------------------------------------- | ------------------------------------- | ------- | ----- | ------- | ------------------------------------------------------------------ |
|                                                       | Platforma Obywatelska RP              | 125 036 | 41,88 | 4       | Adam Szejnfeld, Jakub Rutnicki, Stanisław Chmielewski, Piotr Waśko |
|                                                       | Prawo i Sprawiedliwość                | 64 870  | 21,73 | 2       | Tomasz Górski, Maks Kraczkowski                                    |
|                                                       | KKW Lewica i Demokraci SLD+SDPL+PD+UP | 58 960  | 19,75 | 2       | Romuald Ajchler, Stanisław Stec                                    |
|                                                       | Polskie Stronnictwo Ludowe            | 37 706  | 12,63 | 1       | Stanisław Kalemba                                                  |
|                                                       | Samoobrona Rzeczpospolitej Polskiej   | 6352    | 2,13  | –       |                                                                    |
|                                                       | Liga Polskich Rodzin                  | 2889    | 0,97  | –       |                                                                    |
|                                                       | Polska Partia Pracy                   | 2756    | 0,92  | –       |                                                                    |
| Frekwencja: 51,78% Źródło: Państwowa Komisja Wyborcza |                                       |         |       |         |                                                                    |

Poniższa tabela przedstawia podział mandatów dla komitetów wyborczych na podstawie uzyskanych głosów, a następnie obliczonych ilorazów wyborczych na podstawie metody D’Hondta.
| Podział mandatów dla komitetów wyborczych na podstawie metody D’Hondta | Podział mandatów dla komitetów wyborczych na podstawie metody D’Hondta | Podział mandatów dla komitetów wyborczych na podstawie metody D’Hondta | Podział mandatów dla komitetów wyborczych na podstawie metody D’Hondta | Podział mandatów dla komitetów wyborczych na podstawie metody D’Hondta | Podział mandatów dla komitetów wyborczych na podstawie metody D’Hondta | Podział mandatów dla komitetów wyborczych na podstawie metody D’Hondta | Podział mandatów dla komitetów wyborczych na podstawie metody D’Hondta | Podział mandatów dla komitetów wyborczych na podstawie metody D’Hondta | Podział mandatów dla komitetów wyborczych na podstawie metody D’Hondta | Podział mandatów dla komitetów wyborczych na podstawie metody D’Hondta | Podział mandatów dla komitetów wyborczych na podstawie metody D’Hondta |
| Komitet wyborczy                                                       | Komitet wyborczy                                                       | Liczba głosów                                                          | Iloraz wyborczy                                                        | Iloraz wyborczy                                                        | Iloraz wyborczy                                                        | Iloraz wyborczy                                                        | Iloraz wyborczy                                                        | Iloraz wyborczy                                                        | Iloraz wyborczy                                                        | Mandaty                                                                | TP                                                                     |
| Komitet wyborczy                                                       | Komitet wyborczy                                                       | Liczba głosów                                                          | /1                                                                     | /2                                                                     | /3                                                                     | /4                                                                     | /5                                                                     | ...                                                                    | /9                                                                     | Mandaty                                                                | TP                                                                     |
| ---------------------------------------------------------------------- | ---------------------------------------------------------------------- | ---------------------------------------------------------------------- | ---------------------------------------------------------------------- | ---------------------------------------------------------------------- | ---------------------------------------------------------------------- | ---------------------------------------------------------------------- | ---------------------------------------------------------------------- | ---------------------------------------------------------------------- | ---------------------------------------------------------------------- | ---------------------------------------------------------------------- | ---------------------------------------------------------------------- |
|                                                                        | Platforma Obywatelska RP                                               | 125 036                                                                | 125 036                                                                | 62 518                                                                 | 41 679                                                                 | 31 259                                                                 | 25 007                                                                 | ...                                                                    | 13 893                                                                 | 4                                                                      | 3,93                                                                   |
|                                                                        | Prawo i Sprawiedliwość                                                 | 64 870                                                                 | 64 870                                                                 | 32 435                                                                 | 21 623                                                                 | 16 218                                                                 | 12 974                                                                 | ...                                                                    | 7208                                                                   | 2                                                                      | 2,04                                                                   |
|                                                                        | KKW Lewica i Demokraci SLD+SDPL+PD+UP                                  | 58 960                                                                 | 58 960                                                                 | 29 480                                                                 | 19 653                                                                 | 14 740                                                                 | 11 792                                                                 | ...                                                                    | 6551                                                                   | 2                                                                      | 1,85                                                                   |
|                                                                        | Polskie Stronnictwo Ludowe                                             | 37 706                                                                 | 37 706                                                                 | 18 853                                                                 | 12 569                                                                 | 9427                                                                   | 7541                                                                   | ...                                                                    | 4190                                                                   | 1                                                                      | 1,18                                                                   |
| Ogółem                                                                 | Ogółem                                                                 | 286 572                                                                | –                                                                      | –                                                                      | –                                                                      | –                                                                      | –                                                                      | –                                                                      | –                                                                      | 9                                                                      | 9                                                                      |

### Wybory parlamentarne 2011
| Komitet wyborczy                                      | Komitet wyborczy                  | Głosów  | %     | Mandaty | Wybrani posłowie                                                                      |
| ----------------------------------------------------- | --------------------------------- | ------- | ----- | ------- | ------------------------------------------------------------------------------------- |
|                                                       | Platforma Obywatelska RP          | 113 226 | 43,56 | 4       | Adam Szejnfeld, Jakub Rutnicki, Maria Janyska, Killion Munyama, Stanisław Chmielewski |
|                                                       | Prawo i Sprawiedliwość            | 50 023  | 19,24 | 2       | Paweł Szałamacha, Maks Kraczkowski                                                    |
|                                                       | Polskie Stronnictwo Ludowe        | 31 192  | 12,00 | 1       | Stanisław Kalemba                                                                     |
|                                                       | Sojusz Lewicy Demokratycznej      | 29 638  | 11,40 | 1       | Romuald Ajchler                                                                       |
|                                                       | Ruch Palikota                     | 28 633  | 11,01 | 1       | Jacek Najder                                                                          |
|                                                       | Polska Jest Najważniejsza         | 5440    | 2,09  | –       |                                                                                       |
|                                                       | Polska Partia Pracy – Sierpień 80 | 1801    | 0,69  | –       |                                                                                       |
| Frekwencja: 45,74% Źródło: Państwowa Komisja Wyborcza |                                   |         |       |         |                                                                                       |

Poniższa tabela przedstawia podział mandatów dla komitetów wyborczych na podstawie uzyskanych głosów, a następnie obliczonych ilorazów wyborczych na podstawie metody D’Hondta.
| Podział mandatów dla komitetów wyborczych na podstawie metody D’Hondta | Podział mandatów dla komitetów wyborczych na podstawie metody D’Hondta | Podział mandatów dla komitetów wyborczych na podstawie metody D’Hondta | Podział mandatów dla komitetów wyborczych na podstawie metody D’Hondta | Podział mandatów dla komitetów wyborczych na podstawie metody D’Hondta | Podział mandatów dla komitetów wyborczych na podstawie metody D’Hondta | Podział mandatów dla komitetów wyborczych na podstawie metody D’Hondta | Podział mandatów dla komitetów wyborczych na podstawie metody D’Hondta | Podział mandatów dla komitetów wyborczych na podstawie metody D’Hondta | Podział mandatów dla komitetów wyborczych na podstawie metody D’Hondta | Podział mandatów dla komitetów wyborczych na podstawie metody D’Hondta | Podział mandatów dla komitetów wyborczych na podstawie metody D’Hondta |
| Komitet wyborczy                                                       | Komitet wyborczy                                                       | Liczba głosów                                                          | Iloraz wyborczy                                                        | Iloraz wyborczy                                                        | Iloraz wyborczy                                                        | Iloraz wyborczy                                                        | Iloraz wyborczy                                                        | Iloraz wyborczy                                                        | Iloraz wyborczy                                                        | Mandaty                                                                | TP                                                                     |
| Komitet wyborczy                                                       | Komitet wyborczy                                                       | Liczba głosów                                                          | /1                                                                     | /2                                                                     | /3                                                                     | /4                                                                     | /5                                                                     | ...                                                                    | /9                                                                     | Mandaty                                                                | TP                                                                     |
| ---------------------------------------------------------------------- | ---------------------------------------------------------------------- | ---------------------------------------------------------------------- | ---------------------------------------------------------------------- | ---------------------------------------------------------------------- | ---------------------------------------------------------------------- | ---------------------------------------------------------------------- | ---------------------------------------------------------------------- | ---------------------------------------------------------------------- | ---------------------------------------------------------------------- | ---------------------------------------------------------------------- | ---------------------------------------------------------------------- |
|                                                                        | Platforma Obywatelska RP                                               | 113 226                                                                | 113 226                                                                | 56 613                                                                 | 37 742                                                                 | 28 307                                                                 | 22 645                                                                 | ...                                                                    | 12 581                                                                 | 4                                                                      | 4,03                                                                   |
|                                                                        | Prawo i Sprawiedliwość                                                 | 50 023                                                                 | 50 023                                                                 | 25 012                                                                 | 16 674                                                                 | 12 506                                                                 | 10 005                                                                 | ...                                                                    | 5558                                                                   | 2                                                                      | 1,78                                                                   |
|                                                                        | Polskie Stronnictwo Ludowe                                             | 31 192                                                                 | 31 192                                                                 | 15 596                                                                 | 10 397                                                                 | 7798                                                                   | 6238                                                                   | ...                                                                    | 3466                                                                   | 1                                                                      | 1,11                                                                   |
|                                                                        | Sojusz Lewicy Demokratycznej                                           | 29 638                                                                 | 29 638                                                                 | 14 819                                                                 | 9879                                                                   | 7410                                                                   | 5928                                                                   | ...                                                                    | 3293                                                                   | 1                                                                      | 1,06                                                                   |
|                                                                        | Ruch Palikota                                                          | 28 633                                                                 | 28 633                                                                 | 14 617                                                                 | 9544                                                                   | 7158                                                                   | 5727                                                                   | ...                                                                    | 3181                                                                   | 1                                                                      | 1,02                                                                   |
| Ogółem                                                                 | Ogółem                                                                 | 252 712                                                                | –                                                                      | –                                                                      | –                                                                      | –                                                                      | –                                                                      | –                                                                      | –                                                                      | 9                                                                      | 9                                                                      |

### Wybory parlamentarne 2015
| Komitet wyborczy                                      | Komitet wyborczy                             | Głosów | %     | Mandaty | Wybrani posłowie                                                                         |
| ----------------------------------------------------- | -------------------------------------------- | ------ | ----- | ------- | ---------------------------------------------------------------------------------------- |
|                                                       | Platforma Obywatelska RP                     | 83 845 | 31,02 | 4       | Jakub Rutnicki, Maria Janyska, Zbigniew Ajchler, Killion Munyama                         |
|                                                       | Prawo i Sprawiedliwość                       | 73 665 | 27,26 | 3       | Maks Kraczkowski, Krzysztof Łapiński, Marcin Porzucek, Grzegorz Piechowiak, Marta Kubiak |
|                                                       | KKW Zjednoczona Lewica SLD+TR+PPS+UP+Zieloni | 24 723 | 9,15  | –       |                                                                                          |
|                                                       | KWW Kukiz’15                                 | 24 359 | 9,01  | 1       | Błażej Parda                                                                             |
|                                                       | Polskie Stronnictwo Ludowe                   | 20 712 | 7,66  | 1       | Krzysztof Paszyk                                                                         |
|                                                       | Nowoczesna Ryszarda Petru                    | 18 859 | 6,98  | –       |                                                                                          |
|                                                       | KORWiN                                       | 11 004 | 4,07  | –       |                                                                                          |
|                                                       | Partia Razem                                 | 10 591 | 3,92  | –       |                                                                                          |
|                                                       | KWW Zbigniewa Stonogi                        | 2515   | 0,93  | –       |                                                                                          |
| Frekwencja: 46,07% Źródło: Państwowa Komisja Wyborcza |                                              |        |       |         |                                                                                          |

Poniższa tabela przedstawia podział mandatów dla komitetów wyborczych na podstawie uzyskanych głosów, a następnie obliczonych ilorazów wyborczych na podstawie metody D’Hondta.
| Podział mandatów dla komitetów wyborczych na podstawie metody D’Hondta | Podział mandatów dla komitetów wyborczych na podstawie metody D’Hondta | Podział mandatów dla komitetów wyborczych na podstawie metody D’Hondta | Podział mandatów dla komitetów wyborczych na podstawie metody D’Hondta | Podział mandatów dla komitetów wyborczych na podstawie metody D’Hondta | Podział mandatów dla komitetów wyborczych na podstawie metody D’Hondta | Podział mandatów dla komitetów wyborczych na podstawie metody D’Hondta | Podział mandatów dla komitetów wyborczych na podstawie metody D’Hondta | Podział mandatów dla komitetów wyborczych na podstawie metody D’Hondta | Podział mandatów dla komitetów wyborczych na podstawie metody D’Hondta | Podział mandatów dla komitetów wyborczych na podstawie metody D’Hondta | Podział mandatów dla komitetów wyborczych na podstawie metody D’Hondta |
| Komitet wyborczy                                                       | Komitet wyborczy                                                       | Liczba głosów                                                          | Iloraz wyborczy                                                        | Iloraz wyborczy                                                        | Iloraz wyborczy                                                        | Iloraz wyborczy                                                        | Iloraz wyborczy                                                        | Iloraz wyborczy                                                        | Iloraz wyborczy                                                        | Mandaty                                                                | TP                                                                     |
| Komitet wyborczy                                                       | Komitet wyborczy                                                       | Liczba głosów                                                          | /1                                                                     | /2                                                                     | /3                                                                     | /4                                                                     | /5                                                                     | ...                                                                    | /9                                                                     | Mandaty                                                                | TP                                                                     |
| ---------------------------------------------------------------------- | ---------------------------------------------------------------------- | ---------------------------------------------------------------------- | ---------------------------------------------------------------------- | ---------------------------------------------------------------------- | ---------------------------------------------------------------------- | ---------------------------------------------------------------------- | ---------------------------------------------------------------------- | ---------------------------------------------------------------------- | ---------------------------------------------------------------------- | ---------------------------------------------------------------------- | ---------------------------------------------------------------------- |
|                                                                        | Platforma Obywatelska RP                                               | 83 845                                                                 | 83 845                                                                 | 41 923                                                                 | 27 948                                                                 | 20 961                                                                 | 16 769                                                                 | ...                                                                    | 9316                                                                   | 4                                                                      | 3,41                                                                   |
|                                                                        | Prawo i Sprawiedliwość                                                 | 73 665                                                                 | 73 665                                                                 | 36 833                                                                 | 24 555                                                                 | 18 416                                                                 | 14 733                                                                 | ...                                                                    | 8185                                                                   | 3                                                                      | 2,99                                                                   |
|                                                                        | KWW Kukiz’15                                                           | 24 359                                                                 | 24 359                                                                 | 12 180                                                                 | 8120                                                                   | 6090                                                                   | 4872                                                                   | ...                                                                    | 2707                                                                   | 1                                                                      | 0,99                                                                   |
|                                                                        | Polskie Stronnictwo Ludowe                                             | 20 712                                                                 | 20 712                                                                 | 10 356                                                                 | 6904                                                                   | 5178                                                                   | 4142                                                                   | ...                                                                    | 2301                                                                   | 1                                                                      | 0,84                                                                   |
|                                                                        | Nowoczesna Ryszarda Petru                                              | 18 859                                                                 | 18 859                                                                 | 9430                                                                   | 6286                                                                   | 4715                                                                   | 3772                                                                   | ...                                                                    | 2095                                                                   | 0                                                                      | 0,77                                                                   |
| Ogółem                                                                 | Ogółem                                                                 | 221 440                                                                | –                                                                      | –                                                                      | –                                                                      | –                                                                      | –                                                                      | –                                                                      | –                                                                      | 9                                                                      | 9                                                                      |

### Wybory parlamentarne 2019
| Komitet wyborczy                                      | Komitet wyborczy                           | Głosów  | %     | Mandaty | Wybrani posłowie                                                        |
| ----------------------------------------------------- | ------------------------------------------ | ------- | ----- | ------- | ----------------------------------------------------------------------- |
|                                                       | Prawo i Sprawiedliwość                     | 124 392 | 35,64 | 4       | Krzysztof Czarnecki, Marcin Porzucek, Marta Kubiak, Grzegorz Piechowiak |
|                                                       | KKW Koalicja Obywatelska PO .N iPL Zieloni | 106 810 | 30,60 | 3       | Jakub Rutnicki, Maria Janyska, Killion Munyama, Zbigniew Ajchler        |
|                                                       | Polskie Stronnictwo Ludowe                 | 48 371  | 13,86 | 1       | Krzysztof Paszyk                                                        |
|                                                       | Sojusz Lewicy Demokratycznej               | 46 355  | 13,28 | 1       | Romuald Ajchler                                                         |
|                                                       | Konfederacja Wolność i Niepodległość       | 23 123  | 6,62  | –       |                                                                         |
| Frekwencja: 59,11% Źródło: Państwowa Komisja Wyborcza |                                            |         |       |         |                                                                         |

Poniższa tabela przedstawia podział mandatów dla komitetów wyborczych na podstawie uzyskanych głosów, a następnie obliczonych ilorazów wyborczych na podstawie metody D’Hondta.
| Podział mandatów dla komitetów wyborczych na podstawie metody D’Hondta | Podział mandatów dla komitetów wyborczych na podstawie metody D’Hondta | Podział mandatów dla komitetów wyborczych na podstawie metody D’Hondta | Podział mandatów dla komitetów wyborczych na podstawie metody D’Hondta | Podział mandatów dla komitetów wyborczych na podstawie metody D’Hondta | Podział mandatów dla komitetów wyborczych na podstawie metody D’Hondta | Podział mandatów dla komitetów wyborczych na podstawie metody D’Hondta | Podział mandatów dla komitetów wyborczych na podstawie metody D’Hondta | Podział mandatów dla komitetów wyborczych na podstawie metody D’Hondta | Podział mandatów dla komitetów wyborczych na podstawie metody D’Hondta | Podział mandatów dla komitetów wyborczych na podstawie metody D’Hondta | Podział mandatów dla komitetów wyborczych na podstawie metody D’Hondta |
| Komitet wyborczy                                                       | Komitet wyborczy                                                       | Liczba głosów                                                          | Iloraz wyborczy                                                        | Iloraz wyborczy                                                        | Iloraz wyborczy                                                        | Iloraz wyborczy                                                        | Iloraz wyborczy                                                        | Iloraz wyborczy                                                        | Iloraz wyborczy                                                        | Mandaty                                                                | TP                                                                     |
| Komitet wyborczy                                                       | Komitet wyborczy                                                       | Liczba głosów                                                          | /1                                                                     | /2                                                                     | /3                                                                     | /4                                                                     | /5                                                                     | ...                                                                    | /9                                                                     | Mandaty                                                                | TP                                                                     |
| ---------------------------------------------------------------------- | ---------------------------------------------------------------------- | ---------------------------------------------------------------------- | ---------------------------------------------------------------------- | ---------------------------------------------------------------------- | ---------------------------------------------------------------------- | ---------------------------------------------------------------------- | ---------------------------------------------------------------------- | ---------------------------------------------------------------------- | ---------------------------------------------------------------------- | ---------------------------------------------------------------------- | ---------------------------------------------------------------------- |
|                                                                        | Prawo i Sprawiedliwość                                                 | 124 392                                                                | 124 392                                                                | 62 196                                                                 | 41 464                                                                 | 31 098                                                                 | 24 878                                                                 | ...                                                                    | 13 821                                                                 | 4                                                                      | 3,21                                                                   |
|                                                                        | KKW Koalicja Obywatelska PO .N iPL Zieloni                             | 106 810                                                                | 106 810                                                                | 53 405                                                                 | 35 603                                                                 | 26 703                                                                 | 21 362                                                                 | ...                                                                    | 11 868                                                                 | 3                                                                      | 2,75                                                                   |
|                                                                        | Polskie Stronnictwo Ludowe                                             | 48 371                                                                 | 48 371                                                                 | 24 186                                                                 | 16 124                                                                 | 12 093                                                                 | 9674                                                                   | ...                                                                    | 5375                                                                   | 1                                                                      | 1,25                                                                   |
|                                                                        | Sojusz Lewicy Demokratycznej                                           | 46 355                                                                 | 46 355                                                                 | 23 178                                                                 | 15 452                                                                 | 11 589                                                                 | 9271                                                                   | ...                                                                    | 5151                                                                   | 1                                                                      | 1,20                                                                   |
|                                                                        | Konfederacja Wolność i Niepodległość                                   | 23 123                                                                 | 23 123                                                                 | 11 562                                                                 | 7708                                                                   | 5781                                                                   | 4625                                                                   | ...                                                                    | 2569                                                                   | 0                                                                      | 0,60                                                                   |
| Ogółem                                                                 | Ogółem                                                                 | 349 051                                                                | –                                                                      | –                                                                      | –                                                                      | –                                                                      | –                                                                      | –                                                                      | –                                                                      | 9                                                                      | 9                                                                      |

### Wybory parlamentarne 2023
| Komitet wyborczy                                      | Komitet wyborczy                                                           | Głosów  | %     | Mandaty | Wybrani posłowie                                               |
| ----------------------------------------------------- | -------------------------------------------------------------------------- | ------- | ----- | ------- | -------------------------------------------------------------- |
|                                                       | KKW Koalicja Obywatelska PO .N iPL Zieloni                                 | 144 114 | 34,87 | 4       | Jakub Rutnicki, Maria Janyska, Piotr Głowski, Henryk Szopiński |
|                                                       | Prawo i Sprawiedliwość                                                     | 120 301 | 29,11 | 3       | Krzysztof Czarnecki, Marcin Porzucek, Grzegorz Piechowiak      |
|                                                       | KKW Trzecia Droga Polska 2050 Szymona Hołowni – Polskie Stronnictwo Ludowe | 72 996  | 17,66 | 2       | Krzysztof Paszyk, Adam Luboński                                |
|                                                       | Nowa Lewica                                                                | 32 378  | 7,84  | –       |                                                                |
|                                                       | Konfederacja Wolność i Niepodległość                                       | 28 370  | 6,87  | –       |                                                                |
|                                                       | Bezpartyjni Samorządowcy                                                   | 7878    | 1,91  | –       |                                                                |
|                                                       | Polska Jest Jedna                                                          | 7198    | 1,74  | –       |                                                                |
| Frekwencja: 73,18% Źródło: Państwowa Komisja Wyborcza |                                                                            |         |       |         |                                                                |

Poniższa tabela przedstawia podział mandatów dla komitetów wyborczych na podstawie uzyskanych głosów, a następnie obliczonych ilorazów wyborczych na podstawie metody D’Hondta.
| Podział mandatów dla komitetów wyborczych na podstawie metody D’Hondta | Podział mandatów dla komitetów wyborczych na podstawie metody D’Hondta     | Podział mandatów dla komitetów wyborczych na podstawie metody D’Hondta | Podział mandatów dla komitetów wyborczych na podstawie metody D’Hondta | Podział mandatów dla komitetów wyborczych na podstawie metody D’Hondta | Podział mandatów dla komitetów wyborczych na podstawie metody D’Hondta | Podział mandatów dla komitetów wyborczych na podstawie metody D’Hondta | Podział mandatów dla komitetów wyborczych na podstawie metody D’Hondta | Podział mandatów dla komitetów wyborczych na podstawie metody D’Hondta | Podział mandatów dla komitetów wyborczych na podstawie metody D’Hondta | Podział mandatów dla komitetów wyborczych na podstawie metody D’Hondta | Podział mandatów dla komitetów wyborczych na podstawie metody D’Hondta |
| Komitet wyborczy                                                       | Komitet wyborczy                                                           | Liczba głosów                                                          | Iloraz wyborczy                                                        | Iloraz wyborczy                                                        | Iloraz wyborczy                                                        | Iloraz wyborczy                                                        | Iloraz wyborczy                                                        | Iloraz wyborczy                                                        | Iloraz wyborczy                                                        | Mandaty                                                                | TP                                                                     |
| Komitet wyborczy                                                       | Komitet wyborczy                                                           | Liczba głosów                                                          | /1                                                                     | /2                                                                     | /3                                                                     | /4                                                                     | /5                                                                     | ...                                                                    | /9                                                                     | Mandaty                                                                | TP                                                                     |
| ---------------------------------------------------------------------- | -------------------------------------------------------------------------- | ---------------------------------------------------------------------- | ---------------------------------------------------------------------- | ---------------------------------------------------------------------- | ---------------------------------------------------------------------- | ---------------------------------------------------------------------- | ---------------------------------------------------------------------- | ---------------------------------------------------------------------- | ---------------------------------------------------------------------- | ---------------------------------------------------------------------- | ---------------------------------------------------------------------- |
|                                                                        | KKW Koalicja Obywatelska PO .N iPL Zieloni                                 | 144 114                                                                | 144 114                                                                | 72 057                                                                 | 48 038                                                                 | 36 029                                                                 | 28 823                                                                 | ...                                                                    | 16 013                                                                 | 4                                                                      | 3,26                                                                   |
|                                                                        | Prawo i Sprawiedliwość                                                     | 120 301                                                                | 120 301                                                                | 60 151                                                                 | 40 100                                                                 | 30 075                                                                 | 24 060                                                                 | ...                                                                    | 13 367                                                                 | 3                                                                      | 2,72                                                                   |
|                                                                        | KKW Trzecia Droga Polska 2050 Szymona Hołowni – Polskie Stronnictwo Ludowe | 72 996                                                                 | 72 996                                                                 | 36 498                                                                 | 24 332                                                                 | 18 249                                                                 | 14 599                                                                 | ...                                                                    | 8111                                                                   | 2                                                                      | 1,65                                                                   |
|                                                                        | Nowa Lewica                                                                | 32 378                                                                 | 32 378                                                                 | 16 189                                                                 | 10 793                                                                 | 8095                                                                   | 6476                                                                   | ...                                                                    | 3598                                                                   | 0                                                                      | 0,73                                                                   |
|                                                                        | Konfederacja Wolność i Niepodległość                                       | 28 370                                                                 | 28 370                                                                 | 14 185                                                                 | 9457                                                                   | 7093                                                                   | 5674                                                                   | ...                                                                    | 3152                                                                   | 0                                                                      | 0,64                                                                   |
| Ogółem                                                                 | Ogółem                                                                     | 398 159                                                                | –                                                                      | –                                                                      | –                                                                      | –                                                                      | –                                                                      | –                                                                      | –                                                                      | 9                                                                      | 9                                                                      |